# George W. Pierce

George W. Pierce (1892)

George Washington Pierce (* 11. Januar 1872 in Webberville, Texas; † 25. August 1956 in Franklyn (New Hampshire)) war ein US-amerikanischer Physiker.

## Leben
Sein gleichnamiger Vater war ein texanischer Rancher. Er studierte zunächst an der University of Texas bei Alexander Macfarlane mit dem Bachelor-Abschluss 1893 und dem Master-Abschluss 1894 und unterrichtete dann 1896/97 an der Dallas High School, bis er 1898 ein Stipendium für die Harvard University erhielt, an der er 1899 erneut einen Master-Abschluss erwarb. Mit einer Arbeit zur Messung der Wellenlängen von Kurzwellen wurde er 1900 in Harvard promoviert. Als Post-Doktorand war er 1900/1901 bei Ludwig Boltzmann an der Universität Leipzig und danach war er wieder an der Harvard University, an der er 1907 Assistant Professor wurde und 1917 eine volle Professur erhielt. 1921 wurde er als Nachfolger von Edwin Hall Rumford Professor für Physik. 1927 bis zur Emeritierung 1940 war er Vorstand der Physik-Fakultät in Harvard. Außerdem war er 1914 bis 1940 Direktor des Cruft High Tension Electrical Laboratory in Harvard.

## Werk
Er betrachtete Resonanz als ein Schlüssel-Phänomen der Elektronik und veröffentlichte 1904 bis 1907 eine fünfteilige Artikelserie „Experiments on resonance in wireless telegraph circuits“ in den Physical Review. 1910 veröffentlichte er, u. a. mit John Ambrose Fleming, Principles of Wireless Telegraphy, wo er erstmals den Begriff Modulation benutzt. Er experimentiert mit Kristalldetektoren und überprüfte die Antennentheorie experimentell.
Während des Ersten Weltkriegs arbeitete er an der Sonar-Ortung von U-Booten über Ultraschall. 1920 veröffentlichte er Electric Oscillations and Electric Waves. Er verfolgte auch die Idee von Walter Guyton Cady von der Wesleyan University, Quarz zur Frequenzstabilisierung von Oszillatoren zu verwenden, weiter. Cadys Schaltung verwendete noch mehrere Trioden, und Pierce reduzierte das in seiner Pierce-Schaltung auf eine einzige Röhre.
1948 veröffentlichte er Song of Insects, in dem er den Gesang von Grillen analysiert. Er arbeitete auch Ende der 1930er Jahre mit Donald R. Griffin über Echoortung von Fledermäusen.

## Ehrungen und Mitgliedschaften
1907 wurde er in die American Academy of Arts and Sciences gewählt. Er war Mitglied der National Academy of Sciences (seit 1920) und der Texas Academy of Science. 1943 erhielt er die Franklin Medal.
1915 wurde er Fellow des IRE, war 1918/19 deren Präsident und erhielt 1929 die IRE Medal of Honor.

## Schriften
- mit J. Fleming: Principles of Wireless Telegraphy, 1910
- Electric Oscillations and Electric Waves, 1920
- The song of insects, 1948